# ميت البيضا
ميت البيضا إحدى قرى مركز الباجور التابع لمحافظة المنوفية في جمهورية مصر العربية.

## التاريخ
قرية ميت البيضا من القرى القديمة، حيث وردت باسم «المنية البيضا» في أعمال المنوفية ضمن قرى الروك الناصري التي أحصاها ابن الجيعان في كتاب «التحفة السنية بأسماء البلاد المصرية». وفي العصر العثماني وردت باسم «المنية البيضا» في التربيع العثماني الذي أجراه الوالي العثماني سليمان باشا الخادم في عصر السلطان العثماني سليمان القانوني ضمن قرى ولاية المنوفية، وفي تاريخ 1228هـ/1813م الذي عدّ قرى مصر بعد المسح الذي قام به محمد علي باشا باسم «ميت البيضا» ضمن قرى مديرية المنوفية.

## السكان
بلغ عدد سكان ميت البيضا 6,803 نسمة، حسب الإحصاء الرسمي لعام 2006.